# Новий Скинень
Новий Скинень (рум. Schinenii Noi) — село в Молдові у Сороцькому районі. Входить до складу комуни з центром у селі Скинень.
| Молдова | Це незавершена стаття з географії Молдови. Ви можете допомогти проєкту, виправивши або дописавши її. |

1. ↑  Dragoș V. Schinenii Noi, r-nul Soroca // Localitățile Republicii Moldova: itinerar documentar-publicistic ilustrat. Volumul 12: Să-Sv — Chișinău: Draghiștea, 2014. — С. 137. — 686 с. — ISBN 978-9975-4459-9-3